# Walter Pachernik
Walter Pachernik (* 4. Juni 1943 in Marburg an der Drau; † 25. Januar 2002 in Bremen) war ein deutscher Politiker (SPD) und Mitglied der Bremischen Bürgerschaft.

## Biografie

### Familie, Beruf
Pachernik war als technischer Angestellter in Bremen tätig, u. a. bei der Hanseatischen Veranstaltungsgesellschaft (HVG), der Stadthalle Bremen und dort Betriebsratsvorsitzender und Mitglied des Aufsichtsrates sowie der Messe Bremen GmbH.
Er war verheiratet und hatte Kinder.

### Politik
Er wurde 1975 Mitglied der SPD und war Vorsitzender des Ortsvereins Oslebshausen, Vorsitzender des SPD-Stadtkreises West und aktiv im SPD-Unterbezirk Bremen-West und später auch im SPD-Ortsverein Westend, bis 1996 als stellv. Vorsitzender. Von 1996 bis 2002 war er Vorsitzender der SPD-Arbeitsgemeinschaft für Arbeit (AfA) im Unterbezirk Bremen und ab 1998 stellv. Vorsitzender der AfA im Land.
Er war von 1983 bis 1987 Mitglied der 11. Bremischen Bürgerschaft und dort Mitglied verschiedener Deputationen, u. a. für Soziales, für Umweltschutz sowie im Rechnungsprüfungsausschuss.

### Weitere Mitgliedschaften
Pachernik war ab 1985 bis 2002 Vorsitzender des Trägervereins für das Bürgerhaus Oslebshausen und aktives Mitglied im Verband für sozial-kulturelle Arbeit sowie Vorsitzender des Ortsvereins Oslebshausen der Arbeiterwohlfahrt (AWO).